# U-63 (1940)
U-63 — малая немецкая подводная лодка типа II-C для прибрежных вод, времён Второй мировой войны. Заводской номер 262.
Введена в строй 18 января 1940 года. Входила в 1-ю флотилию, с 18 января 1940 года. Совершила 1 боевой поход, потопила одно судно (3 840 брт). Погибла 25 февраля 1940 года у Шетлендских островов в результате атаки трёх британских эсминцев и подводной лодки HMS Narwhal (N45), погиб один член экипажа, 24 человека были спасены.